# Schoutedenomyia longeantennata
Schoutedenomyia longeantennata är en tvåvingeart som beskrevs av Lyneborg 1976. Schoutedenomyia longeantennata ingår i släktet Schoutedenomyia och familjen stilettflugor.
Artens utbredningsområde är Zimbabwe. Inga underarter finns listade i Catalogue of Life.